# Mausoleopsis fallaciosa
Mausoleopsis fallaciosa är en skalbaggsart som beskrevs av Auguste Bourgoin 1923. Mausoleopsis fallaciosa ingår i släktet Mausoleopsis och familjen Cetoniidae. Inga underarter finns listade i Catalogue of Life.